# یان چینگیو
یان چینگیو (Chinese ; متولد ۴ مه ۱۹۶۶) یک هنرپیشه چینی است که بیشتر به خاطر نقش‌هایش در فیلم‌های قرارداد طلاق (۱۹۹۰)، نگه داشتن ماه در قلب (۲۰۰۰)، شمشیر بهشت و صابر اژدها (۲۰۰۳) و خدایان و نیمه شیاطین (۲۰۱۳) شناخته شده است.
یان در ۴ مه ۱۹۶۶ در منطقه شیچنگ پکن در یک خانواده نظامی متولد شد، در حالی که خانه اجدادی او در شاندونگ بود. او در سیچوان بزرگ شد. او از دانشگاه اجتماعی چین فارغ‌التحصیل شد.